# Fasciculus medicinae
Il Fasciculus medicinae è una raccolta di sei trattati medici medievali indipendenti e piuttosto diversi tra di loro. La raccolta, che esisteva solo in due manoscritti (copie manoscritte), fu stampata per la prima volta nel 1491 in latino e venne pubblicata in numerose edizioni nei successivi 25 anni. Nel 1494 apparve tradotta in volgare col titolo di Fasiculo de medicina.
Johannes de Ketham, il medico tedesco abitualmente associato al Fasciculus, in realtà non era né l'autore né il compilatore originale, ma semplicemente il proprietario di uno dei manoscritti; anche a Pietro da Montagnana fu a lungo attribuita l'opera; il problema dell'attribuzione del trattato è stato a lungo dibattuto, senza risultati, come pure quello dell'autore delle illustrazioni, che rimane altrettanto sconosciuto.

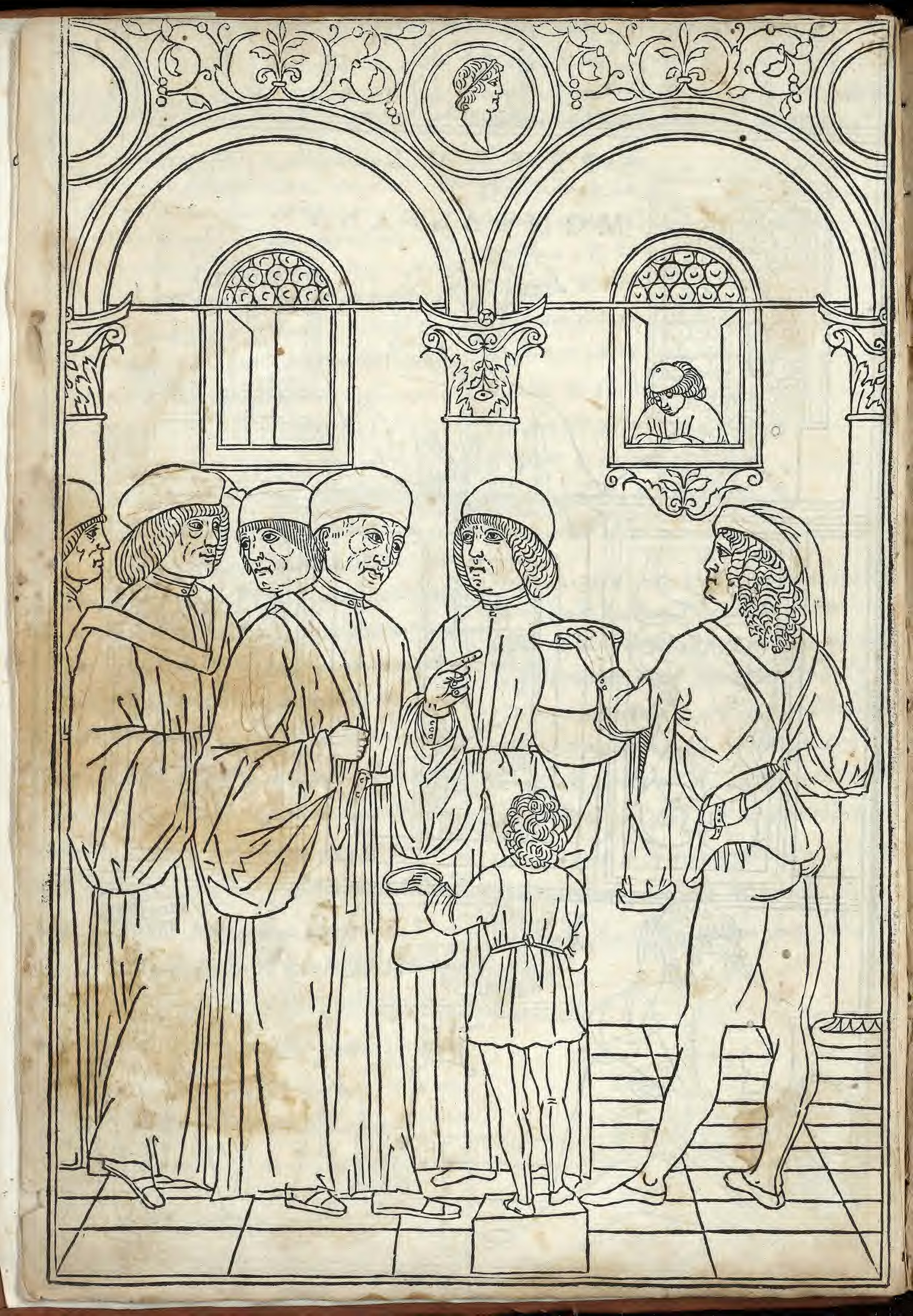
Consultazione urinoscopica. Illustrazione dall'edizione veneziana del 1493

Gli argomenti dei trattati coprono un'ampia gamma di conoscenze e tecniche mediche medievali europee, tra cui uroscopia, astrologia, salasso, trattamento delle ferite, peste, dissezione anatomica e salute delle donne.
Il libro è considerato la prima opera medica illustrata ad apparire a stampa; tra le illustrazioni notevoli vi sono: L'uomo dei salassi (un diagramma delle vene per flebotomia), La ruota delle urine, La donna gravida, L'uomo delle malattie, L'uomo delle ferite e L'uomo dello zodiaco.
Il trattato ebbe una notevole influenza per tutto il Cinquecento, con alcune riprese nel Seicento.
Anche le dieci notevoli illustrazioni a xilografia a piena pagina hanno influenzato gli artisti successivi; ad esempio nel 1751 l'ultimo dei Quattro stadi della crudeltà di William Hogarth sembra prendere in prestito dalla scena della dissezione (vedi figura).

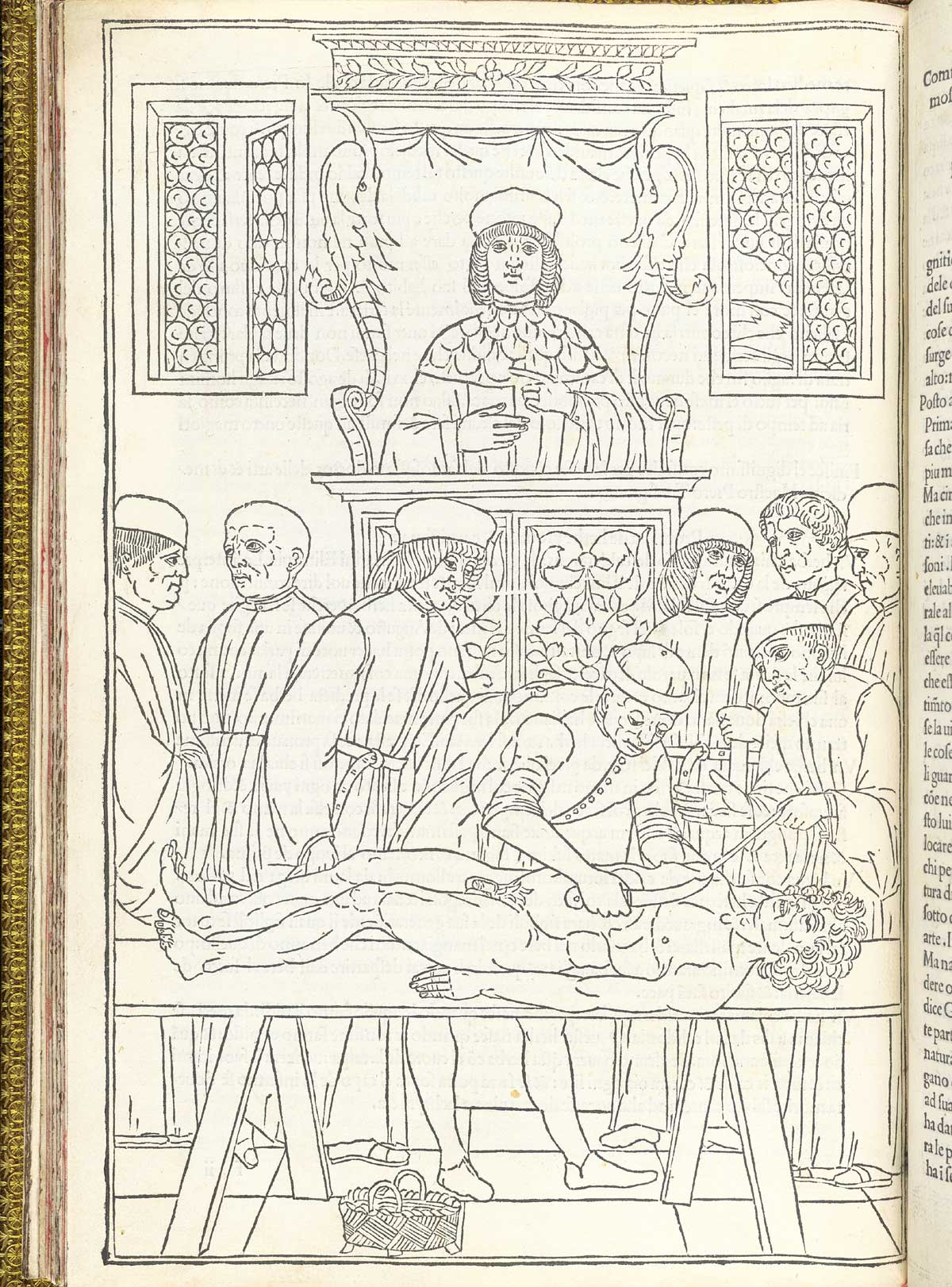
Scena di dissezione dal Fasiculo de medicina, Venezia, 1495.
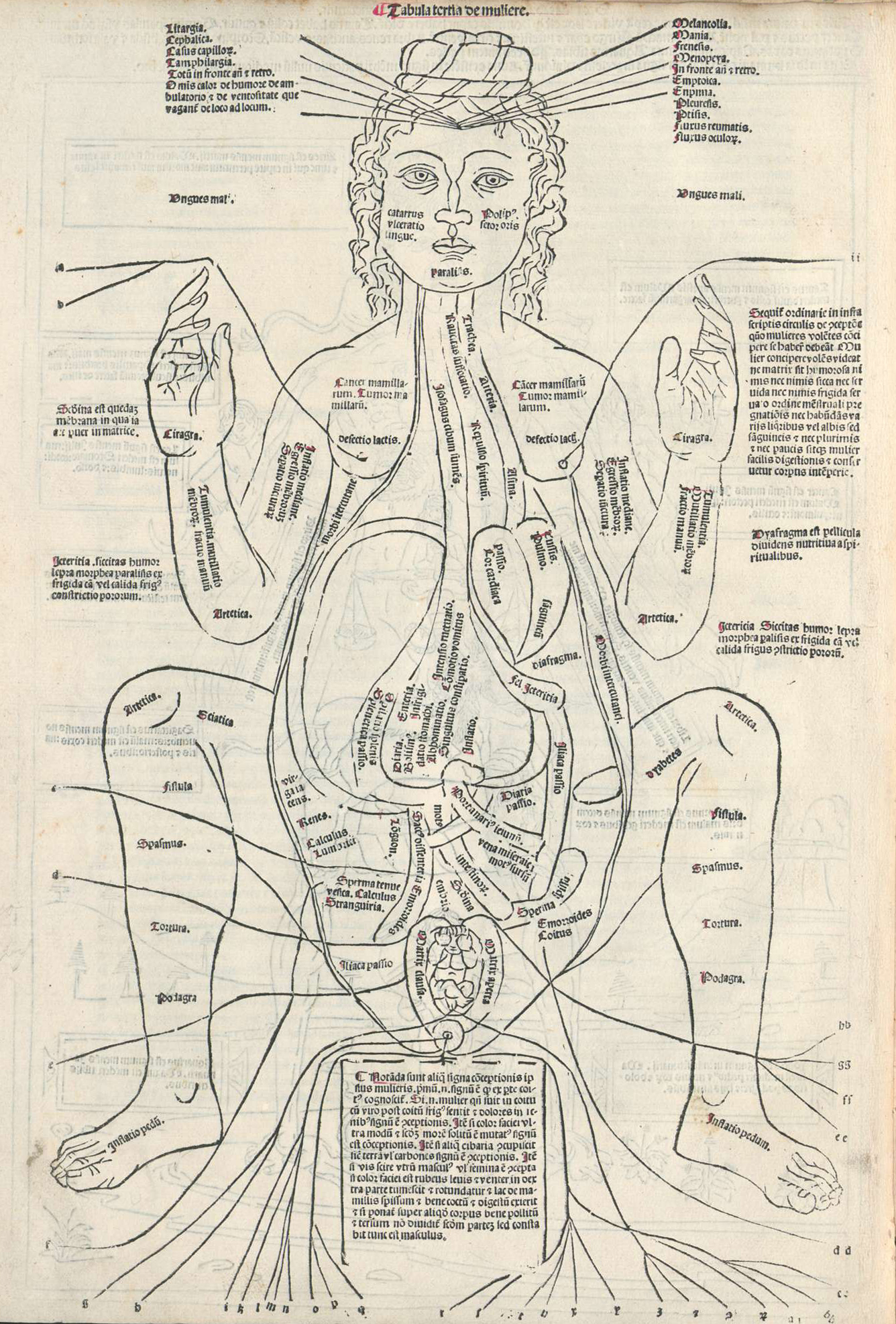
La donna gravida. Edizione del 1491.

## Edizioni
- Johannes Ketham, Fasciculus medicinae, In Venexia, Stampato per Zuane & Gregorio di Gregorii, 1493.
- Fasiculo de Medicina in Volgare, Venezia, Giovanni e Gregorio De Gregori, 1494 (facsimile dell'esemplare conservato presso la biblioteca del Centro per la storia dell'Universita di Padova e a cura dello stesso), 2001.